# تشارلز موريس (قاضي)
تشارلز موريس (بالإنجليزية: Charles Morris)‏ هو قاضي أمريكي، ولد في 8 يونيو 1711 في بوسطن في الولايات المتحدة، وتوفي في 4 نوفمبر 1781 في ويندسور ‏ في كندا.